# Gieterij Van Voorden

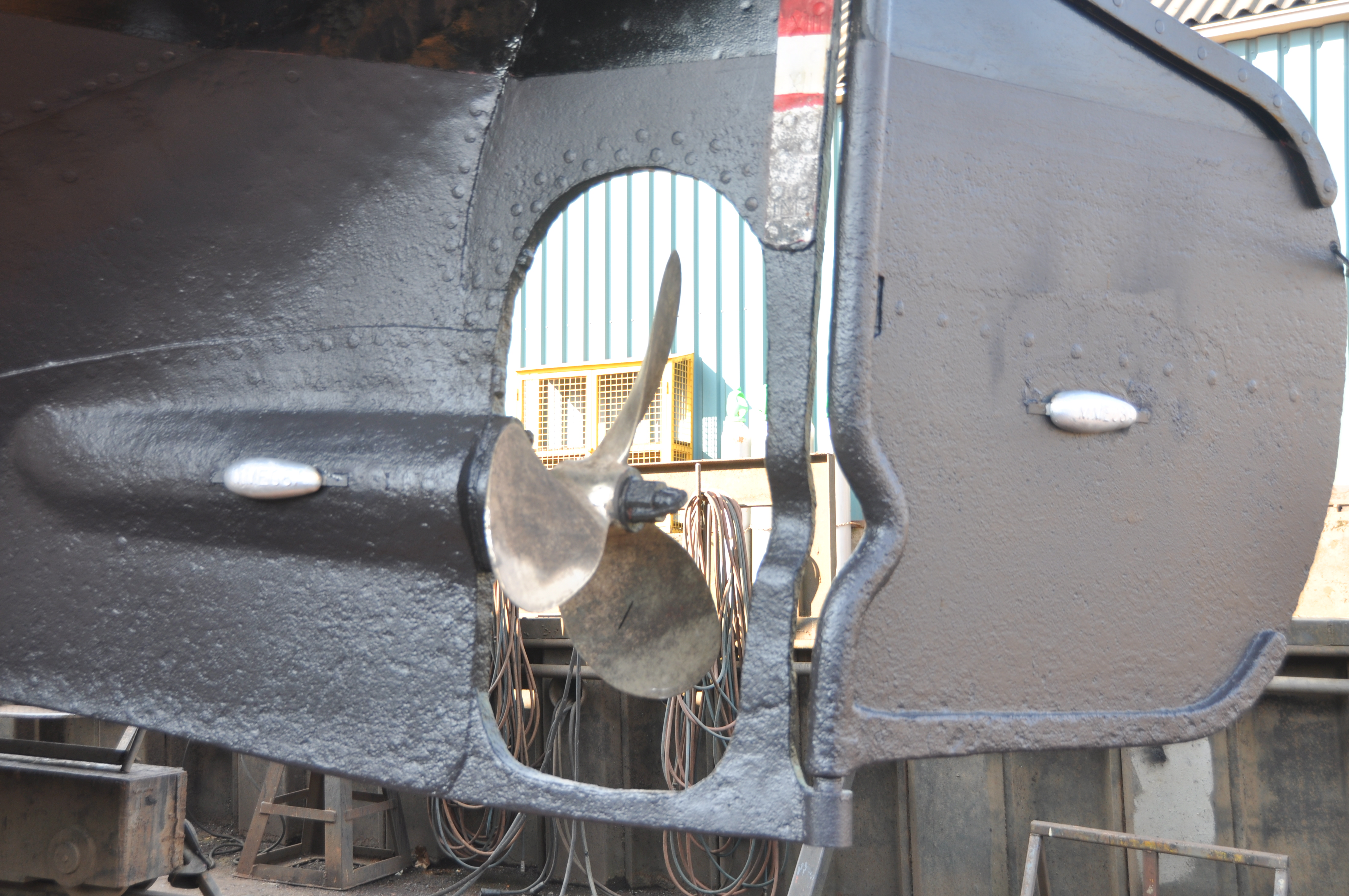
Een oude Van Voorden-schroef

Gieterij Van Voorden uit Zaltbommel is in 1912 gesticht. Bij sluiting in 2022 was de gieterij de laatste klassieke fabrikant van scheepsschroeven in Nederland. Het was in de laatste fase van zijn bestaan een werkmaatschappij van de Andus Group.
Het bedrijf overleefde meermaals jaren met economische teruggang en ging ook meermaals failliet. Het wist zich evenwel te ontwikkelen tot een onderneming die zich richtte op het produceren van hoogwaardig industrieel gietwerk. Standaard aluminium-bronzen scheepsschroeven werden daarbij steeds minder belangrijk.
In januari 2022 ging de fabrikant van scheepsschroeven voor de laatste maal failliet.

## Geschiedenis
A.P.(Aris Pieter) Van Voorden en G.J. (Gijsbertus Johannes) Van Voorden vroegen 28 augustus 1912 vergunning aan voor een smederij en ijzergieterij met een oppervlakte van 250 m2 voor de productie van scheepsschroeven aan de Oude Stationsweg in Zaltbommel. Een nieuwe vennootschap onder de naam IJzer-, koper- en metaalgieterij A.P. van Voorden & Compagnie werd er actief. Aris Pieter was financieel bestuurder en Gijsbertus Johannes verkoper.
Het bedrijf begon als fabrikant van zijschroeven voor de zich moderniserende vloot zeilende binnenschepen. De zijschroeven waren echter kwetsbaar, omdat ze via een lange open as met een op dek geplaatste hulpmotor verbonden waren en in het water konden worden gelaten als dat voor de voortgang nodig was. Ze gingen in het gebruik vaak stuk.
In de jaren 1930 kwam het bedrijf onder leiding van zoon Dirk Willem van Voorden en groeide snel. Tijdens de Tweede Wereldoorlog verminderde de productie en kwam in 1944 geheel stil te liggen. In 1945 werd de productie van scheepsschroeven geleidelijk aan hervat. In 1956 kwam de Hodi-straalbuis op de markt, die het rendement van schroeven voor binnenvaartschepen aanzienlijk verbeterde.
Hessel van Voorden, de zoon van Dirk Willem, introduceerde in 1972 het gieten van pomphuizen voor de baggersector van slijtvast gietijzer, onder de merknaam Mohard. In 1977 werden er voor het eerst dubbelwandige buizen mee gegoten.
Gerard Hoorn nam het bedrijf halverwege de jaren 1980 over van de familie Van Voorden en breidde de activiteiten uit van alleen scheepsschroeven naar gietstukken voor de baggerindustrie, zoals waaierhuizen, pomphuizen en slijtplaten. Jac Meeuwissen werd in 1993 de volgende eigenaar. Hij was er in 1981 als bedrijfsleider begonnen. 

### Na 2000
Scheepsschroeven werden geproduceerd tot een maximale diameter van 4,80 meter. Daarnaast werden jaarlijks soms 10.000 scheepsschroeven gerepareerd. Het bedrijf was een van de grootste reparateurs van scheepsschroeven ter wereld. Met het MARIN en anderen werd gewerkt aan de doorontwikkeling van de 'walvisstaartvoortstuwing', maar die ontwikkeling stagneerde. In 2003 werd een vijfassige freesmachine aangeschaft voor het efficiënter produceren van gietmallen voor scheepsschroeven.
Op aandrang van de gemeente verhuisde het bedrijf in 2008 naar een gehuurde en in een aparte besloten vennootschap ondergebrachte productiehal aan de Bossekamp in Zaltbommel. Er werd daar de nieuwste apparatuur geïnstalleerd. In 2009 werd een scheepsschroefontwerp geïntroduceerd, waarvoor met computertechnieken werd berekend wanneer cavitatie zou optreden, waarna dit in het ontwerp al werd voorkomen door het toepassen van welving en het variëren van de spoed. Dit noemde men 'Next Generation Propeller'. In 2010 werd de productie van Lips van Drunen naar China verplaatst, waarna Van Voorden de enige fabriek was die in Nederland scheepsschroeven op de klassieke manier fabriceerde. In 2017 maakte Damen Shipyards bekend dat het de schroeven ging printen met een 3D-printer.
In 2012 werd het bedrijf verkocht aan de Andus Group. Van Voorden Castings werd de naam. 80% van de productie van 2016 bestond uit gietwerk voor de baggerindustrie, vooral pomphuizen, waaiers, slijtplaten en dubbelwandige leidingen. In de sector scheepsschroeven was er meer concurrentie dan werk. Daarnaast zorgden frequente wisselingen van het management voor kennisverlies, te sterk gericht op de interne organisatie en te weinig aandacht voor het onderhouden van contacten met bestaande klanten, het leggen van nieuwe contacten en het openen van nieuwe markten om de omzetverliezen in zwakke sectoren (de malaise in de scheepvaart) te compenseren. 
In 2014 goot Van Voorden de vier grootste roestvaststalen schroeven ooit. De schroeven hadden diameters van 2900 en 3500 mm en wogen bij elkaar 25 ton.

#### Laatste jaren
Toen op 5 januari 2017 door de rechtbank in Zutphen het faillissement werd uitgesproken, werkten er nog 85 mensen bij het bedrijf. 
De failliete gieterij maakte met zo’n 35 personeelsleden meteen een doorstart in de Andus Group, nu onder de naam 'Van Voorden Foundry'. De directie verwachtte dat standaard alu-brons scheepsschroeven een veel minder belangrijke rol zouden gaan spelen. De focus kwam te liggen op industrieel hoogwaardig gietwerk. De productie werd meteen weer opgestart. In 2020 opende Van Voorden Foundry nog een locatie in het Duitse Bochum, maar begin 2022 ging ze opnieuw failliet. UTB Industry uit Waalwijk nam de boedel waaronder de gietovens, kranen en mallen voor de productie van scheepsschroeven over om de machines en andere apparatuur te vermarkten. De meeste van de nog ongeveer veertig werknemers vonden elders werk.